# Edwin Griswold Nourse

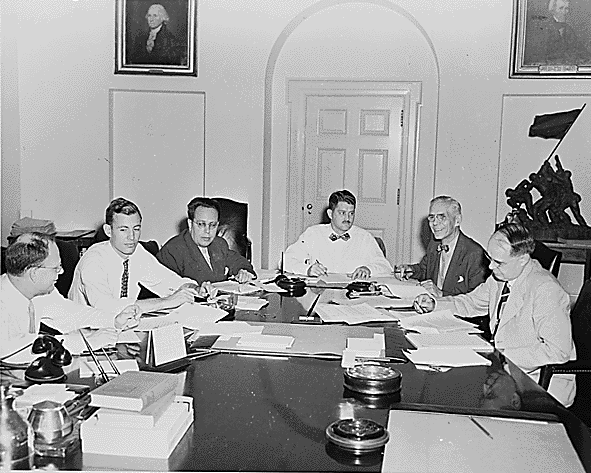
Edwin Griswold Nourse (zweiter von rechts) bei einer Sitzung des Council of Economic Advisers (1949)

Edwin Griswold Nourse (* 20. Mai 1883 in Lockport, New York; † 7. Mai 1974 in Maryland) war ein US-amerikanischer Wirtschaftswissenschaftler, Hochschullehrer und zwischen 1946 und 1950 erster Vorsitzender des Council of Economic Advisers.

## Leben
Nach dem Besuch einer High School in Illinois studierte Nourse, ein jüngerer Bruder der Schriftstellerin Alice Tisdale Hobart, erst am Lewis Institute und dann an der Cornell University, die er 1906 abschloss. 1915 erwarb er einen Philosophiae Doctor (Ph.D.) in den Fächern Wirtschaftswissenschaft und Soziologie an der University of Chicago.
Im Anschluss übernahm er zunächst eine Professur an der University of South Dakota und war danach von 1915 bis 1918 Professor an der University of Arkansas. Anschließend war er zwischen 1918 und 1923 Professor am Iowa State College of Agriculture and Mechanic Arts.
1924 wurde er Präsident des US-Farmwirtschaftsverbandes, der American Farm Economic Association. Während seiner langjährigen Präsidentschaft verfasste er 1925 sein zweibändiges Hauptwerk American Agriculture and the European market, das 1926 in deutscher Sprache unter dem Titel Amerikanische Landwirtschaft und die europäischen Industrievölker erschien.
Nourse wurde 1934 Fellow der American Academy of Arts and Sciences. Im Jahr 1942 stand er der American Economic Association als gewählter Präsident vor, die zunehmend zu einer internationalen Vereinigung von Ökonomen wurde. Als aufgrund des Employment Act 1946 der Council of Economic Advisers, ein Beratungsorgan des Präsidenten Vereinigten Staaten, geschaffen wurde, wurde Nourse dessen erster Vorsitzender und behielt diese Funktion bis 1950.
Nach seinem Ausscheiden aus diesem Amt erhielt er zwischen 1950 und 1951 ein Guggenheim-Stipendium. Nourse, der auch Mitglied des Social Science Research Council sowie Vizepräsident der Brookings Institution war, wurde schließlich 1957 Fellow der American Agricultural Economics Association. Seit 1952 war er Mitglied der American Philosophical Society.